# Indy Racing 2000
Indy Racing 2000 és un videojoc de curses per la Nintendo 64 llançat l'any 2000. El joc es basa en la temporada de 1999 i es competeix amb 20 cotxes. Les modalitats del joc inclouen una cursa en solitari, campionat, dos jugadors i una Copa d'Or. Hi ha 9 pistes i 11 curses. El mode Gold Cup permet que el jugador competeixi amb cotxes Midget, cotxes Sprint, cotxes de Fórmula 1 i cotxes Indy en pistes de ficció (tots menys un són curses per carretera).

## Característiques
- Personalització del cotxe, incloses la transmissió, la pressió dels pneumàtics i l'ajust de la relació d'equipaments.
- Carreres diürnes i nocturnes.
- Cada lloc oficial d'IRL.
- Llicència completa de la Indy Racing League.
- 20 conductors i els seus vehicles basats en la temporada 1999.
- Modes de carrera única, pràctica, competició i campionat.
- Seguiment complet de les estadístiques.
- Les parades a boxes automatitzades en mode arcade vs. control total en mode de simulació.
- Carreres de pantalla compartida de dos jugadors.
- Cotxes Sprint, midget i F2000 disponibles al joc.
- Vuit curses de carretera.
- Diversos angles de càmera durant la cursa i les repeticions.
- Tripulacions animades.
- El Heads up display inclou el comptador de draft.

## Rebuda
El joc va rebre ressenyes "mitjanes" segons el lloc web de GameRankings.